# Горнолыжный спорт на зимних Олимпийских играх 1964
Соревнования по горнолыжному спорту на зимних Олимпийских играх 1964 года прошли с 30 января по 8 февраля. Соревнования по скоростному спуску проходили на горе Пачеркофель, по остальным видам — возле деревни Аксамер Лицум. Это была первая олимпиада, на которой время фиксировалось с точностью до сотых долей секунды, а не до десятых. Из-за тёплой зимы возникли проблемы со снегом, который пришлось доставлять с помощью австрийской армии. Данные соревнования одновременно считались соревнованиями 18-го чемпионата мира по горнолыжному спорту.
Соревнования были омрачены гибелью австралийского спортсмена Росса Милна, разбившегося на тренировке перед скоростным спуском. После этого случая вдоль трассы были установлены дополнительные средстве безопасности — сетки и подушки из соломы.

## Общий медальный зачёт
| Место | Страна                          | Золото | Серебро | Бронза | Всего |
| ----- | ------------------------------- | ------ | ------- | ------ | ----- |
| 1     | Франция                         | 3      | 3       | 0      | 6     |
| 2     | Австрия                         | 3      | 2       | 2      | 7     |
| 3     | США                             | 0      | 2       | 2      | 4     |
| 4     | Объединённая германская команда | 0      | 0       | 1      | 1     |

## Медалисты

### Мужчины
| Вид               | Золото                 | Серебро            | Бронза                                             |
| ----------------- | ---------------------- | ------------------ | -------------------------------------------------- |
| Скоростной спуск  | Эгон Циммерман Австрия | Лео Лакруа Франция | Вольфганг Бартельс Объединённая германская команда |
| Гигантский слалом | Франсуа Бонльё Франция | Карл Шранц Австрия | Йозеф Штиглер Австрия                              |
| Слалом            | Йозеф Штиглер Австрия  | Билли Кидд США     | Джеймс Хьюга США                                   |

### Женщины
| Вид               | Золото                  | Серебро                 | Бронза                |
| ----------------- | ----------------------- | ----------------------- | --------------------- |
| Скоростной спуск  | Кристль Хас Австрия     | Эдит Циммерман Австрия  | Траудль Хехер Австрия |
| Гигантский слалом | Мариэль Гуашель Франция | Кристин Гуашель Франция | не присуждалась       |
| Гигантский слалом | Мариэль Гуашель Франция | Джин Соберт США         | не присуждалась       |
| Слалом            | Кристин Гуашель Франция | Мариэль Гуашель Франция | Джин Соберт США       |

## Итоги чемпионата мира
Олимпийские результаты также считались результатами чемпионата мира. В связи с тем, что после введения в 1952 году гигантского слалома из олимпийской программы была исключена комбинация, медали за комбинацию выдавались ФИС на основании результатов, показанных в трёх олимпийских видах.

### Комбинация

#### Мужчины
| Место | Спортсмен       | Страна    | Очки  |
| ----- | --------------- | --------- | ----- |
| 1     | Людвиг Ляйтнер  | ФРГ       | 33,99 |
| 2     | Герхард Неннинг | Австрия   | 34,37 |
| 3     | Билли Кидд      | США       | 36,45 |
| 4     | Вилли Фавр      | Швейцария | 48,82 |
| 5     | Ги Перийя       | Франция   | 51,56 |
| 6     | Карл Шранц      | Австрия   | 54,75 |

#### Женщины
| Место | Спортсменка               | Страна  | Очки  |
| ----- | ------------------------- | ------- | ----- |
| 1     | Мариэль Гуашель           | Франция | 34,82 |
| 2     | Кристль Хас               | Австрия | 40,11 |
| 3     | Эдит Циммерман            | Австрия | 43,13 |
| 4     | Джин Соберт               | США     | 58,76 |
| 5     | Барбара-Мария Хеннебергер | ФРГ     | 70,40 |
| 6     | Пья Рива                  | Италия  | 92,50 |